# Mauvais Ordre
Albums de Lomepal
Jeannine
(2018)
Singles
1. Tee
Sortie : 3 juin 2022
2. Auburn
Sortie : 30 juin 2022
3. Decrescendo
Sortie : 16 décembre 2022

Mauvais Ordre est le troisième album studio du rappeur français Lomepal, sorti le 16 septembre 2022.

## Historique
Volontairement absent des réseaux sociaux depuis quelques années, Lomepal annonce le 12 mai 2022 sur son compte Instagram une tournée de six dates pour le mois de juillet, uniquement dans des théâtres et arènes antiques du sud de la France[réf. nécessaire].
Peu de temps après, en juin, il dévoile deux nouveaux morceaux et leurs clips, Tee, suivi quelques semaines après par Auburn.
Le 28 août 2022, il annonce la sortie de son troisième album, Mauvais Ordre, prévue le 16 septembre de cette même année, ainsi qu'une tournée en 2023. Ce nouvel album sort officiellement à la date prévue, à la fois en support physique et sur les plateformes numériques.

## Conception
En juin 2021, Lomepal et tous ses collaborateurs ayant travaillé sur ses albums précédents se sont enfermés dans une grande maison du sud de la France avec plein d'instruments, composant du matin au soir. Ils sont repartis avec une trentaine de maquettes. L'artiste a, par la suite, passé 9 mois à écrire les paroles, donnant ainsi des morceaux à peu près finis. Puis, après avoir monté un groupe, les morceaux ont été joués des centaines de fois en privé pour faire ressortir « les évidences qui parfois arrivent trop tard une fois joués en concert ». Enfin, l'enregistrement s'est effectué dans un manoir avec du vieux matériel, en condition de live, puis certains instruments ont ensuite été remplacés avec des sons à l'ordinateur « pour avoir ce truc un peu hybride » donnant ainsi le résultat final.
Désormais, Lomepal est accompagné d'un groupe lors de l'enregistrement de Mauvais Ordre et lors des concerts. Les membres de ce groupe sont Lomepal (chant), Pierrick Devin (guitare), Louis-Gabriel Gonzalez (guitare et basse), Guillaume Ferran (clavier) et Aymeric Westrich (batterie).[source insuffisante]
D'après Lomepal : « le nom de l’album est un concept : chaque chanson parle d’un moment de vie, mais dans le désordre. C’est aussi l’idée que faire des mauvais choix peut t’amener au bon endroit, comme un besoin de se tromper. J’aime beaucoup cette image ».
Contrairement aux albums précédents, Lomepal ne raconte pas sa propre vie mais celle d'un personnage, sauf pour le dernier morceau de l'album Pour de faux qui conclut l'album.[réf. souhaitée]

## Tournée fantôme
Dès le lendemain de la sortie de Mauvais Ordre, Lomepal lance une « tournée fantôme », ayant lieu dans des petites salles et étant annoncée quelques heures avant le show de manière énigmatique. Une tournée où il faut être réactif pour connaître la date et le lieu afin de s'y rendre le soir même. De plus, cette tournée a pour particularité de n'être réservable par aucun des moyens habituels, les places sont à acheter sur place juste avant le début du concert.
Le 17 septembre, Lomepal poste une photo de place de concerts à La Boule noire à Paris ce même jour à 20h. Il a également laissé un commentaire dans les avis Google de la salle disant « Hyper envie de jouer dans cette salle d’un coup sans prévenir ».
Le lendemain, toujours à Paris, cette fois-ci à La Maroquinerie, le chanteur y effectue le deuxième concert de sa tournée après avoir laissé comme avis Google « on avait fêté la sortie de flip ici le 30/06/17 j’avais pas review mais c’était chanmé, je recommande » à 12h ce même jour.
Après deux jours, c'est à Bruxelles à L’Orangerie du Jardin Botanique que Lomepal réapparaît pour un nouveau concert avec le même mode opératoire. Il a laissé « c’est fermé ici ? » en avis Google de la salle.
Entre le 22 et le 30 septembre, il se produit à Roubaix (La Cave aux Poètes), Lyon (Ninkasi Gerland), Genève (La Gravière), Toulouse (Le Rex), Bordeaux (IBOAT), Nantes (Le Ferrailleur) et enfin à Rennes (Ubu) concluant sa tournée fantôme.

## Liste des pistes
| 1.    | Mauvais Ordre                  | 3:39 |
| 2.    | 50°                            | 3:59 |
| 3.    | À peu près                     | 3:24 |
| 4.    | Hasarder                       | 2:58 |
| 5.    | Etna                           | 4:22 |
| 6.    | Le miel et le vinaigre         | 2:36 |
| 7.    | Maladie moderne                | 3:57 |
| 8.    | Tee                            | 3:23 |
| 9.    | Prends ce que tu veux chez moi | 3:32 |
| 10.   | Skit il                        | 2:12 |
| 11.   | Crystal                        | 4:38 |
| 12.   | Auburn                         | 4:11 |
| 13.   | Skit lost memo                 | 0:32 |
| 14.   | Decrescendo                    | 3:38 |
| 15.   | Pour de faux                   | 4:53 |
| 52:01 |                                |      |

## Titres certifiés en France
- Mauvais ordre  Platine [10]
- À peu près  Diamant [11]
- Hasarder  Or [12]
- Etna  Or
- Maladie moderne  Or
- Tee  Platine [13]
- Crystal  Or [14]
- Auburn  Or
- Decrescendo  Diamant [15]

## Classements
| Classements (2021-22)        | Meilleure position |
| ---------------------------- | ------------------ |
| Belgique (Flandre Ultratop)  | 39                 |
| Belgique (Wallonie Ultratop) | 1                  |
| France (SNEP)                | 1                  |
| Suisse (Schweizer Hitparade) | 2                  |
| Suisse (Charts Romandie)     | 1                  |

## Certification
| Région                                                                                                 | Certification | Ventes/Streams |
| --- | ------------- | -------------- |
| France (SNEP)                                                                                          | 3 × Platine   | 300 000*       |
| *Ventes selon la certification ^Mise en rayon selon la certification xNon précisé par la certification |               |                |